# Махаев, Михаил Иванович
Михаи́л Ива́нович Маха́ев (1718[…], Санкт-Петербург — 25 февраля 1770, Санкт-Петербург) — русский художник, мастер рисунка и гравюры, в особенности архитектурного пейзажа.

## Биография
Родился в Санкт-Петербурге, в семье священника невысокого сана. В 11 лет был отдан в Академию Наук, где обучался математике и геометрии. В 1731 году был направлен в мастерскую Калмыкова, созданную при Академии, «для делания теодолита», где ознакомился с основами топографии. В 1736 году вместе с другими учениками выполнял задание по зарисовке тушью и акварелью предметов петровской Кунсткамеры для воспроизведения в гравюрах. Эта работа обогатила знания художника по естествознанию, географии, дала возможность увидеть произведения искусства (в том числе, гравюры Алексея и Ивана Зубовых).
Самостоятельно изучал законы построения перспективы, рисовал с натуры, ходил в вечерние классы иностранных языков (латинского и немецкого). После образования гравировальной мастерской при Академии, посещал занятия по рисунку с обнаженной натуры под руководством художника Гриммеля. С 1742 года числится подмастерьем Унферцахта в ландкартной мастерской, где обучается «резанию литер и ландкарт».

## Морфология гравюр

Гравюра. Петербург (1753). Махаев

Гравюра как предмет искусства является результатом работы рисовальщика и резчика. Обозначение характера выполненной работы входит в традиционную композицию листа и помещается под основным изображением у правого и левого полей. Имя Махаева в большинстве случаев стоит после слов «снимал» или «рисовал»: первое обозначает применение камеры-обскуры, а второе — создание самостоятельного творческого рисунка.

## Перспектива и пейзаж
Махаев точно передает облик того или иного здания, фиксирует его с почти фотографичной точностью. Часто художник работает с архитектурными проектами, по которым создает фасады уже несуществующих или ещё непостроенных зданий.
К традиции архитектурного рисунка относится и включение стаффажа. Однако в работах Махаева он играет не только техническую, но и художественную роль — создает образ места, передает характер повседневной жизни. Фигуры людей объединены в жанровые сценки и соответствуют композиционному центру — зданию: придворные у Летнего дворца, кареты сановников и всадники перед Государственными коллегиями, толпа городского люда и извозчики рядом с Биржей. 
Дополняют образ города деревья, которые постепенно обретают большую конкретность, смелее вводятся в композицию.

## Последние годы
После основания Академии художеств, вся художественная деятельность Академии наук была упразднена. Но ландкартная мастерская продолжала работать. Махаев занимался здесь исправлением рисунков и видов русских городов, прилагаемых в качестве иллюстраций к картам России.
Художник был похоронен на кладбище при Благовещенской церкви на Васильевском острове

## Основные работы
- 1745—1753 гг. — «План столичного города Санкт-Петербурга с изображением знатнейших проспектов».
- 1750-е гг. — серия гравюр «Окрестности Петербурга» — Махаев рисовал по материалам проектов.
- 1763 г. — серия видов Москвы для коронационного альбома Екатерины II.
- 1760-е гг. — альбом видов усадьбы Кусково (издан в Париже).

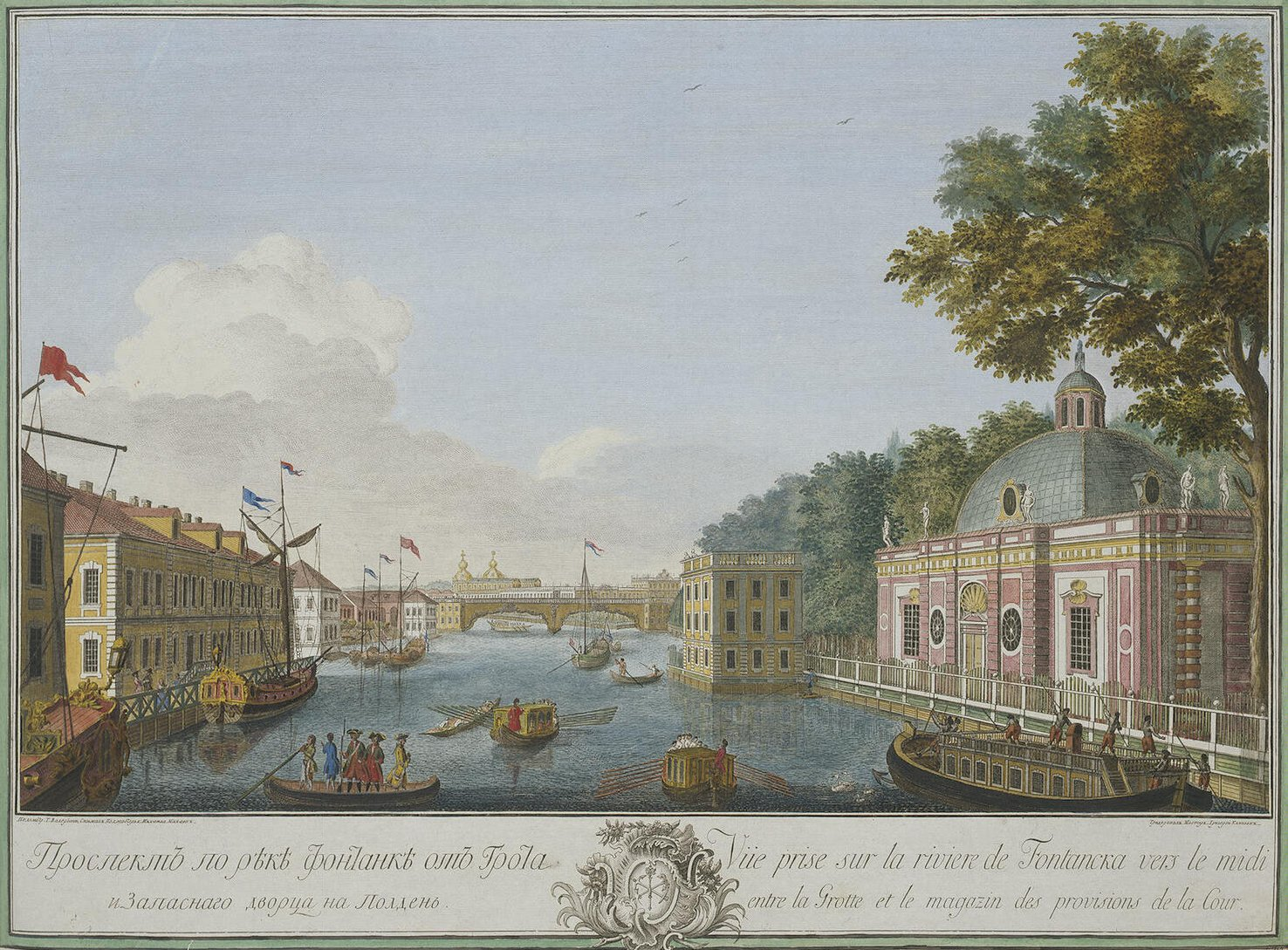
«Вид на Фонтанку» (1753)
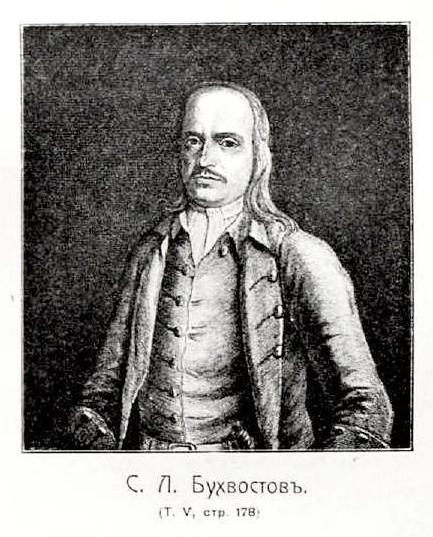
«Портрет первого русского солдата С. Л. Бухвостова» (XVIII век)
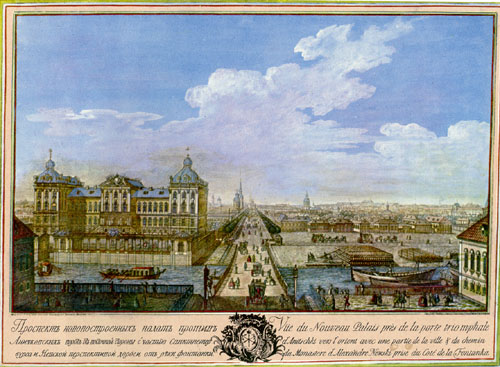
«Вид Невского проспекта в сторону Адмиралтейства» (1753)